# Assling
Assling este un oraș în Austria.